# Phare de La Herradura
Le Phare de La Herradura est un phare situé sur le promontoire de la Punta de la Mona, entre les plages de La Herradura et d'Almuñécar, dans la province de Grenade en Andalousie (Espagne).
Il est géré par l'autorité portuaire du Motril.

## Histoire
Le phare de La Herradura  (ou plutôt la lanterne) est construit sur la terrasse de la Torre de los Berengueles sur le promontoire de Punta Mona proche du village d'Almuñecar. Cette tour conique en pierre date du XVIIIe siècle et faisait partie d'un système de tours de guet sur le littoral sud de l'Espagne construites sous le règne du roi Felipe II. Certaines tours ont été reconverties en phare. La lanterne et sa galerie date de 1992 et son accès se fait par un escalier métallique en spirale autour de la tour. A une hauteur de 140 m au-dessus du niveau de la mer il émet un flash blanc toutes les 5 secondes.
Identifiant : ARLHS : SPA-289 ; ES-21890 - Amirauté : E0074.8 - NGA : 4411 .

### Lien connexe
- Liste des phares d'Espagne